# Volleyball Team Tirol
Il Volleyball Team Tirol è una società pallavolistica maschile austriaca con sede a Innsbruck: milita nel campionato di Austrian Volley League Men.

## Storia
La società è stata fondata nel 1997, ma nei primi anni navigò nelle basse posizioni della classifica. Il primo successo arrivò, dopo un'ampia ristrutturazione finanziaria, con la Coppa d'Austria del 2004. In quell'anno la squadra si chiamava VT Tirol Wesserkraft, mentre nell'anno successivo ricevette la presente denominazione. Grazie alla vittoria dei due titoli nazionali partecipò a due edizioni della Champions League, non riuscendo mai a superare la fase a gironi.

La prima vittoria internazionale giunge nel 2009, con la vittoria della Middle European League, in finale contro i campioni in carica, gli sloveni dell'ACH Volley Bled. Contro la squadra slovena è avvenuto anche lo scontro ai più alti livelli della propria storia: nei Playoff 6 della Champions League 2009-2010, dopo aver vinto la partita d'andata, è stata sconfitta al golden set della partita di ritorno.

## Rosa 2024-2025
| N° | Nome               | Ruolo | Data di nascita  | Nazionalità sportiva |
| -- | ------------------ | ----- | ---------------- | -------------------- |
| 1  | Pedro Frances      | C     | 30 giugno 1989   | Brasile              |
| 2  | Laurin Albrecht    | O     | 27 gennaio 2006  | Austria              |
| 3  | Przemysław Kupka   | O     | 9 marzo 2001     | Polonia              |
| 4  | Adam Provazník     | P     | 7 aprile 2000    | Rep. Ceca            |
| 6  | Michael Ladner     | S     | 21 giugno 1998   | Austria              |
| 7  | Arthur Nath        | S     | 30 ottobre 1999  | Brasile              |
| 8  | Kyle Paulson       | C     | 30 aprile 2002   | Stati Uniti          |
| 9  | Nicolai Grabmüller | C     | 18 aprile 1996   | Austria              |
| 10 | Luis Gavan         | S     | 21 dicembre 2008 | Austria              |
| 11 | Robert Viiber      | P     | 31 gennaio 1997  | Estonia              |
| 12 | Raphael Waldner    | C     | 27 giugno 2006   | Austria              |
| 13 | Kyle Hobus         | S     | 19 marzo 2000    | Stati Uniti          |
| 14 | Jacob Kitzinger    | L     | 11 marzo 2004    | Austria              |
| 15 | Niklas Kronthaler  | S     | 14 maggio 1994   | Austria              |
| 16 | Felix Riccabona    | P     | 3 marzo 2006     | Austria              |
| 17 | Danail Dimov       | S     | 24 marzo 2003    | Bulgaria             |

## Palmarès
- Campionato austriaco: 12

2004-05, 2005-06, 2008-09, 2009-10, 2010-11, 2011-12, 2013-14, 2014-15, 2015-16, 2016-17, 2022-23, 2023-24
- Coppa d'Austria: 6

2003-04, 2004-05, 2005-06, 2007-08, 2013-14, 2022-23
- Supercoppa austriaca: 2

2023, 2024
- Middle European League: 3

2008-09, 2011-12, 2014-15